# プラスチック・マン・ライフ (アルバム)
『プラスチック・マン・ライフ』（カラーズ）は1990年4月21日に、EPIC/SONY RECORDSから発売された久宝留理子1枚目のスタジオ・アルバム。規格品番はESCB-1047。

## 概要
本作と同名「プラスチック・マン・ライフ」がデビュー・シングル。久宝の誕生日・4月21日に発売（発売当時21歳）。作詞家・作曲家からの提供楽曲、久宝が作詞・作曲を手掛けた楽曲、双方により構成されている。

「ヤング・ガール・ブルー」はシングルカットされた。「キャンディ」は久宝のデビュー前、既にアニメの楽曲としてタイアップされた（1989年12月）。シングル化されておらず、本作にて初収録となった。

## 収録曲
| 全編曲: 柴山和彦（except M-9 編曲：小滝満）。 |                                |                    |                      |       |
| #                                             | タイトル                       | 作詞               | 作曲                 | 時間  |
| 1.                                            | 「ヤング・ガール・ブルー」     | 尾上文             | 大沢誉志幸           | 4:24  |
| 2.                                            | 「プラスチック・マン・ライフ」 | 尾上文             | 大沢誉志幸           | 5:08  |
| 3.                                            | 「Hello-Good-bye」             | 尾上文             | 柴山和彦             | 4:09  |
| 4.                                            | 「とれたての笑顔」             | 久宝留理子         | 久宝留理子・柴山和彦 | 3:47  |
| 5.                                            | 「今、泣いた子供」             | 久宝留理子         | 久宝留理子           | 7:07  |
| 6.                                            | 「キャンディ」                 | 久宝留理子・尾上文 | 久宝留理子           | 4:37  |
| 7.                                            | 「RAIN」                       | 久宝留理子         | 久宝留理子           | 6:02  |
| 8.                                            | 「ひとりじゃないさ」           | 久宝留理子・尾上文 | 久宝留理子           | 5:33  |
| 9.                                            | 「このまま」                   | 久宝留理子         | 野田晴稔             | 3:40  |
| 合計時間:                                     | 合計時間:                      | 合計時間:          | 合計時間:            | 44:27 |

## 参加ミュージシャン
- Synthesizer Programming＆Keyboards：柴山和彦（M-1～8）／小滝満（M-4､9）
- A.Piano＆Organ：細見徹
- Guitars：柴山和彦（M-1,3,6,8）・逆井オサム（M-5,7）
- E.Bass：六川正彦
- Drums：今井智
- Chorus：UNISONS（M-2,3,6,7）／小川清史（M-3,7）